# Joseph Ouagon
Joseph-Dieudonné Ouagon (10 novembre 1962) è un ex cestista centrafricano.

## Carriera
Con la Rep. Centrafricana ha preso parte ai Giochi olimpici del 1988, disputando una partita.